# Víquingues na Bretanha

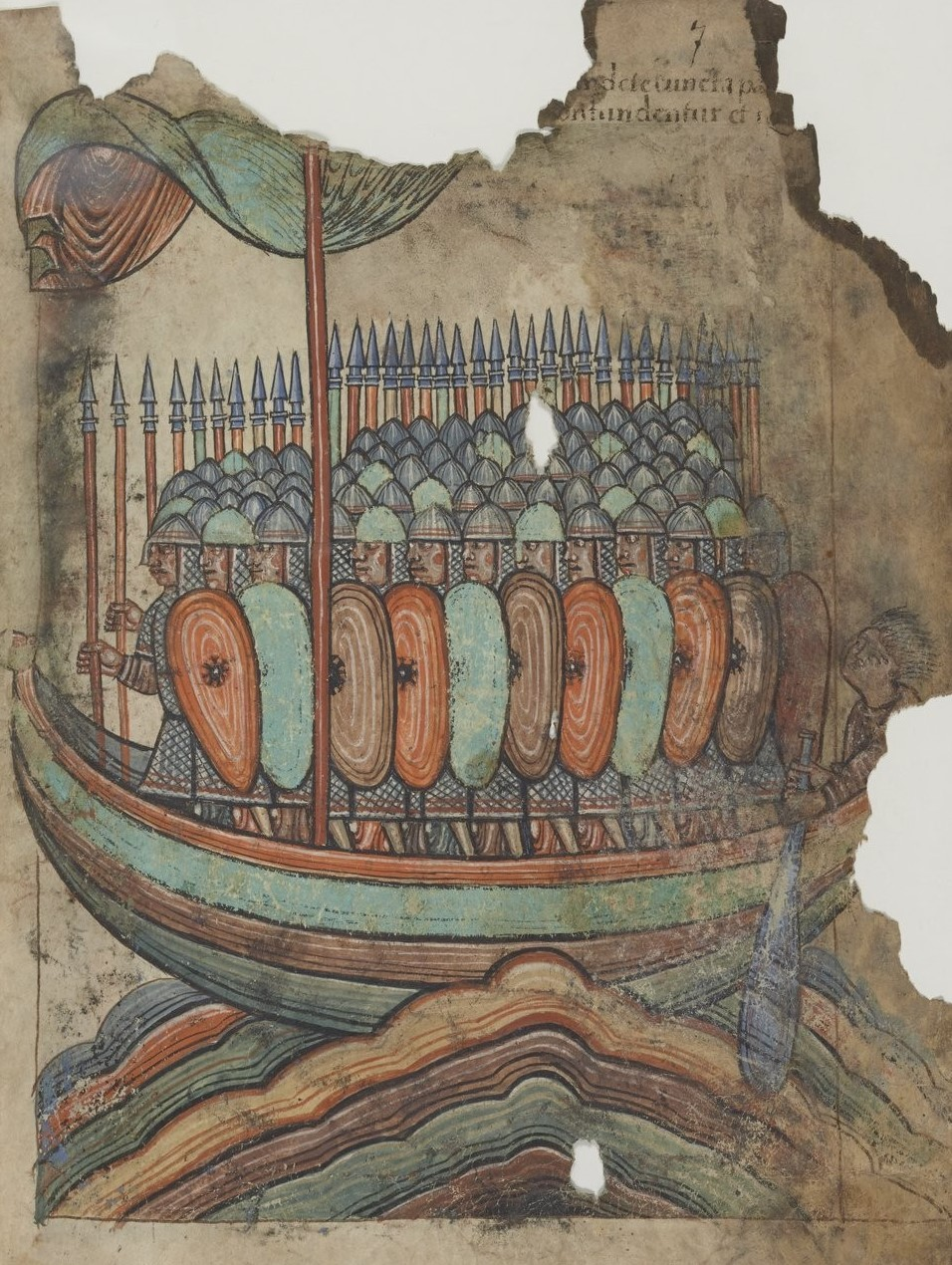
Representação de vikings navegando em um navio longo (c. 1100)

Os vikings eram ativos na Bretanha durante a Idade Média, chegando a ocupar uma parte dela por um tempo. Ao longo do século IX, os bretões enfrentaram ameaças de vários flancos: eles resistiram à incorporação total ao Império Carolíngio Franco, mas também tiveram que repelir uma ameaça emergente do novo ducado da Normandia em sua fronteira oriental por esses colonos escandinavos.
Os bretões, portanto, andavam na corda bamba entre esses dois poderes, frequentemente usando um para mitigar as agendas expansionistas do outro. Isso eventualmente levaria à queda do efêmero Reino da Bretanha e a uma ocupação de duas décadas pelos nórdicos, apenas para que isso fosse finalmente quebrado com o apoio vindo de fontes surpreendentes.

## Ataques oportunistas
No início da década de 840, os nórdicos geralmente estavam envolvidos em pequenos ataques costeiros e fluviais por toda a região. Eles ficariam baseados a cada verão na ilha de Noirmoutier, na foz do rio Loire.

## Aliança nórdica-bretã
Os eventos a seguir dão uma indicação de que os bretões inicialmente se aliaram a esses estrangeiros em ataques aos francos:
Em maio de 843, o líder bretão Nominoe aproveitou a confusão no Império Carolíngio Franco para consolidar seu território. Em aliança com um rebelde franco, Lamberto II de Nantes e o senhor da guerra nórdico Hastein, o filho de Nominoe, Erispoe, derrotou os francos na Batalha de Messac, matando o conde Renaud de Nantes.
Em junho de 843, os nórdicos atacaram e saquearam a cidade de Nantes, controlada pelos francos, pois estava desprovida de defensores devido à Batalha de Messac. Eles navegaram pelo rio Loire com uma frota de 67 navios. Multidões se reuniram para celebrar a festa de São João. A maioria dos historiadores pensa que o ataque foi liderado por um líder nórdico chamado Asgeir, conhecido por atacar o rio Sena. Também é bem possível que entre os líderes nórdicos em Nantes estivesse Hastein.
O exército bretão sob Nominoe em 845 derrotou as forças de Carlos, o Calvo, rei da Frância Ocidental, na Batalha de Ballon, na parte oriental da Bretanha, perto de Redon e da fronteira franca. Nominoe ganhou o controle sobre Rennes e Nantes, que anteriormente faziam parte de uma zona de fronteira franca conhecida como a Marcha bretã.
O exército franco foi novamente derrotado em 851 na Batalha de Jengland pelos bretões sob Erispoe e o controle sobre Rennes, Nantes e o País de Retz foi garantido. Consequentemente, os francos reconheceram a independência da Bretanha e determinaram as fronteiras entre os dois Estados.

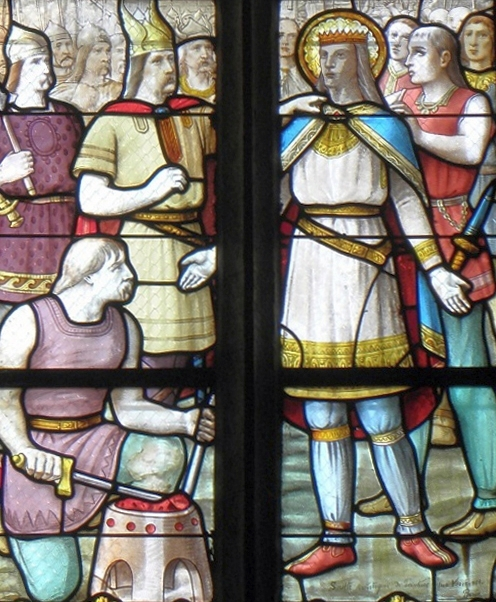
Janela da Igreja de Saint Pierre em Finistere detalhando o eei Salomão da Bretanha com os Vikings

Sob Salomão, rei da Bretanha, os nórdicos de Hastein em 865 se uniram aos bretões novamente para derrotar um exército franco na Batalha de Brissarthe, perto da atual Le Mans. Dois líderes francos, Roberto, o Forte, e Ranulfo I da Aquitânia, foram mortos. Os francos foram forçados a confirmar a independência da Bretanha dos francos e um território bretão expandido. Os nórdicos ajudaram taticamente seus aliados bretões fazendo ataques de pilhagem devastadores no reino franco.
Em 867, as forças de Hastein devastaram Burges e um ano depois atacaram Orléans. A paz durou até a primavera de 872, quando a frota nórdica navegou pelo Maine e ocupou Angers, o que levou a um cerco por Carlos, o Calvo. Uma paz foi acordada em outubro de 873.

## Ocupação nórdica
Hastein permaneceu no país do Loire e foi finalmente expulso pelos francos em 882 e realocou suas forças para o norte, para o Sena. A partir deste ponto, os nórdicos parecem também se tornar ocupantes de terras. Em 907, Hastein parece ter sido o líder de uma área agora chamada Alta Bretanha, com Nantes como sua capital.
 

Entre 914 e 919, o rei franco Roberto da Nêustria continuou a lutar contra os nórdicos invasores. O nórdico Rognvaldr matou o bretão Gourmaelon em batalha e, sob essa pressão, a nobreza bretã fugiu para a Mércia, na Grã-Bretanha, e para a Frância. A Crônica de Nantes condena o abandono da Bretanha pelos aristocratas: 
"A raça maligna dos normandos, um povo muito cruel e perverso, navegou através do oceano com uma enorme frota de navios e devastou toda a Bretanha. Condes, viscondes e machiterns assustados fugiram em pânico diante deles, espalhando-se para a Frância, Borgonha e Aquitânia. Apenas os pobres bretões que cultivavam o solo permaneceram sob o domínio dos bárbaros, sem líderes ou defensores."
Em 919, os francos cederam Nantes a Rognvaldr, que a renomeou Namsborg, fez as pazes e concordou em se converter ao cristianismo para poder manter a Alta Bretanha. Rognvaldr devastou as terras entre os rios Sena e Loire em 924, depois a Borgonha, mas foi finalmente derrotado em Chalmont. Os francos lançaram outra tentativa fracassada em 927 para retomar Nantes.
De acordo com lendas locais, um bando viking chegou a Guerande em 919 determinado a saquear a cidade. Os Guerandais aparentemente se refugiaram na igreja colegiada rezando a Santo Albino, que aparentemente enviou um sinal dando coragem aos moradores locais que pegaram em armas e expulsaram os invasores.
Rognvaldr reinou até sua morte em 930. Hakon Rognvaldsson, conhecido pelos francos como Incon, o substituiu como líder nórdico. O rei Rodolfo dos francos derrotou Incon em Estress no mesmo ano. Isso, no entanto, não foi considerado conclusivo.

## Revolta bretã
Em 931, os nórdicos reuniram um exército no Loire para atacar os francos. Os camponeses bretões aproveitaram esta oportunidade e rebelaram-se. Os nórdicos parecem ter sido apanhados de surpresa, um contra-ataque, no entanto, garantiu que a Bretanha fosse reconquistada.
Em 935, Incon foi isolado depois que Guilherme Espada Longa da Normandia se reconciliou com os francos e os bretões exilados começaram a retornar da Grã-Bretanha. Alano Barbetorte retornou da Inglaterra para a Bretanha entre 936 e 938, e enfrentou os nórdicos. Incon foi morto e Nantes recapturado em 937. Com o apoio do rei anglo-saxão Etelstano, a rebelião dos bretões se espalhou por toda a península.
A Batalha de Trans-la-Fôret foi travada em 1 de agosto de 939 entre os nórdicos ocupantes e os bretões, liderados por um exército conjunto de Alano II da Bretanha, Judicael Berengar da Bretanha e o franco Hugo II, Conde do Maine, que atacou e derrotou decisivamente a fortaleza nórdica, pondo fim à ocupação.

## Resultado

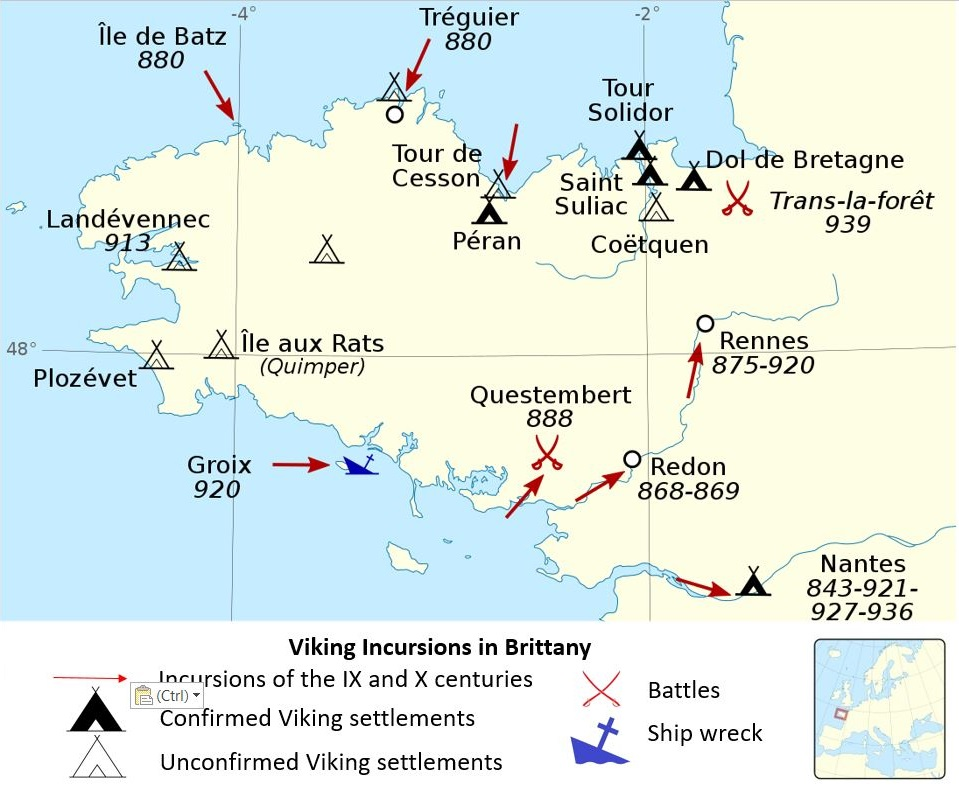
Incursões e batalhas vikings na Bretanha

A vitória bretã em Trans-la-Forêt libertou a Bretanha da ocupação nórdica e levou ao restabelecimento do Estado bretão não como um reino, mas como um ducado soberano sob Alano II, devido a uma nova fidelidade devida aos francos por ajudar a remover os nórdicos. A Bretanha foi fortificada pelo retorno dos senhores bretões.
A pirataria nórdica afetou o vibrante comércio marítimo entre os bretões e seus primos galeses, isolando os bretões. Textos armoricanos protegidos por monges por séculos foram perdidos após esse período. A capital bretã foi transferida de Nantes para Rennes, que era considerada mais defensável. Isso se tornaria um futuro ponto de discórdia entre as duas cidades.
Uma saga nórdica atribuída a Snorri Sturluson menciona que ataques esporádicos continuaram até 1015, quando a cidade bretã de Guerande foi destruída.